# Damiano Cunego

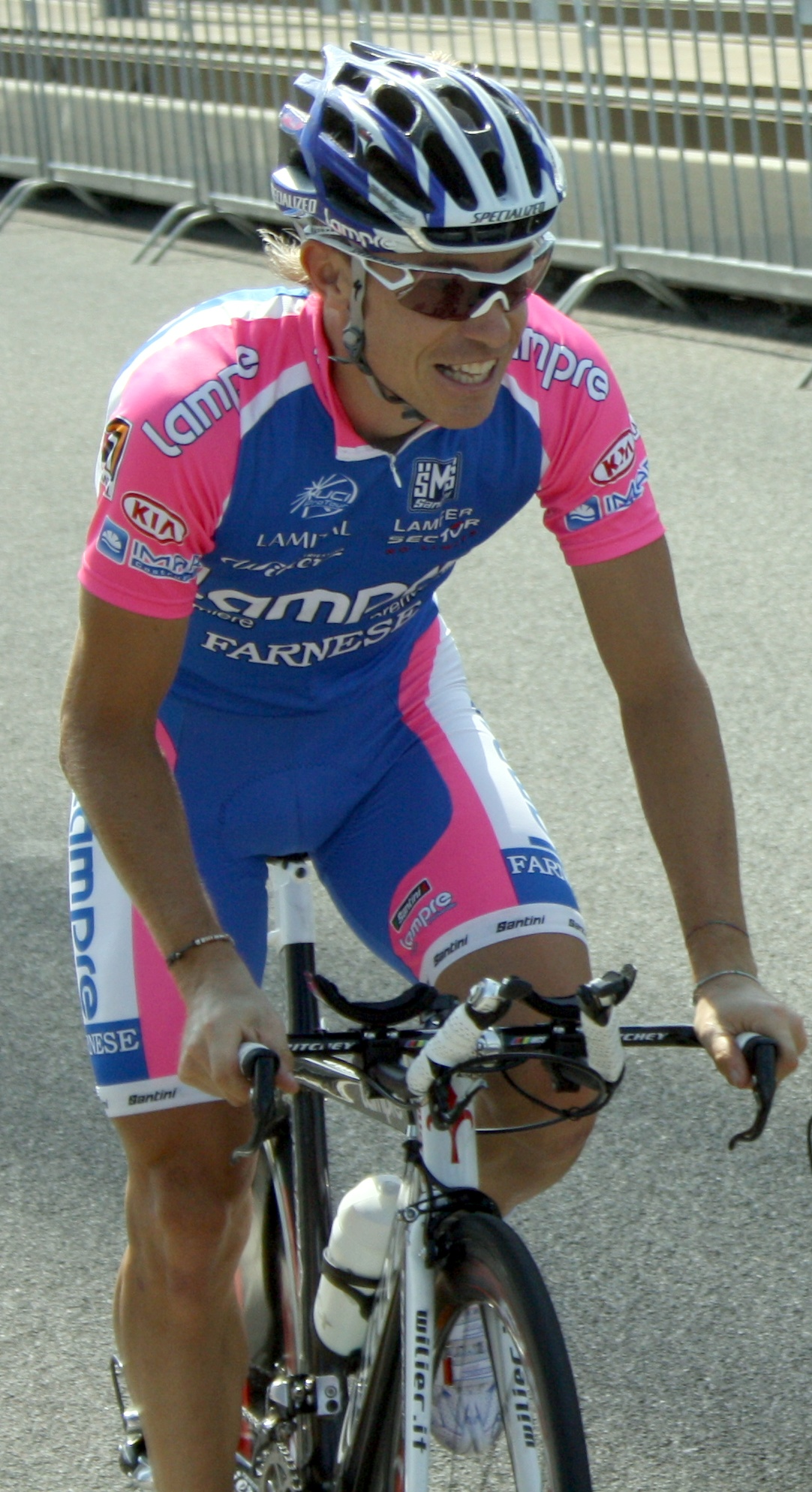
Damiano Cunego inför Tour de France 2010.

Damiano Cunego, född 19 september 1981 i Cerro Veronese, Verona, är en professionell tävlingscyklist från Italien.
Damiano Cunego tävlar för det italienska UCI ProTour-stallet Lampre sedan säsongen 2005. Cunego vann Giro d'Italia 2004. Han är också trefaldig vinnare av Lombardiet runt år 2004, 2007 och 2008. Han vann ungdomströjan på Tour de France 2006. Under säsongen 2008 vann han Amstel Gold Race.

## Karriär
Damiano Cunego började cykla på allvar 1997. Två år senare, 1999, vann han juniorvärldsmästerskapens linjelopp i sin hemtrakt Verona. Cunego blev professionell 2001 med det italienska stallet Mercatone Uno. Året därpå började han tävla för det italienska stallet Saeco Macchine per Caffé-Longoni Sport. 
Cunego slog dock inte igenom stort förrän i maj 2004 då han vann Giro d'Italia före stallkamraten och tvåfaldige Giro d'Italia-vinnaren Gilberto Simoni. Cunego tog också fyra etappsegrar under loppet. Italienaren avslutade året med att vinna Lombardiet runt och rankades därmed etta i världen av UCI, vilket gjorde honom till den yngste någonsin att uppnå detta. Han blev också den siste att vara etta på världsrankingen eftersom denna ersattes av UCI ProTour till 2005.
När Giro d'Italia 2005 började delade Damiano Cunego och Gilberto Simoni på kaptensrollen i Lampre-Caffita. Men tävlingen, liksom hela året, var ganska misslyckat för Cunego. Italienaren tappade 6 minuter redan i första klättringen i Giro d'Italia och efter tävlingen visade det sig att han hade en infektion, det så kallade Epstein-Barr-viruset, i kroppen. Han deltog inte i Tour de France som planerat.
2006 verkade Cunego ha hittat tillbaka lite till sin gamla form. Han blev trea på Liège-Bastogne-Liège efter att ha förlorat en spurtduell mot Alejandro Valverde och Paolo Bettini. Han gjorde ett bra Giro d'Italia och slutade fyra, men var långt efter segrande Ivan Basso. I Tour de France slutade han 12:a totalt och tog därmed hem den vita ungdomströjan som bäste cyklist under 25 år.
Cunego vann Lombardiet runt 2007 och Amstel Gold Race 2008.
Säsongen 2008 vann Cunego också etapp 5 och poängtävlingen under Baskien runt. Han vann också Klasika Primavera strax framför Alejandro Valverde Belmonte och den finländske cyklisten Kjell Carlström.
Cunego vann Giro del Trentino och två etapper under tävlingen under säsongen 2007. Han vann också etapp 4 av Tyskland runt och GP Beghelli under säsongen. I september 2008 slutade Damiano Cunego tvåa, och tog därmed silvermedaljen, på världsmästerskapens linjelopp i Varese efter landsmannen Alessandro Ballan. I slutet av säsongen vann han Lombardiet runt för tredje gången i sin karriär.

### 2009
Sin första seger under 2009 tog Cunego i mars när han vann den andra etappen av Settimana Internazionale Coppi e Bartali framför Jose Serpa och Giovanni Visconti. Han vann också etapp 3 av samma tävling framför Cadel Evans  och Christian Pfannberger. Cunego slutade tvåa på etapp 5, som vanns av Cadel Evans, och de bra resultaten under Settimana Internazionale Coppi e Bartali innebar att Damiano Cunego tog hem sammandraget i tävlingen. 
I april slutade Cunego trea på La Flèche Wallonne bakom den trefaldige vinnaren Davide Rebellin och den luxemburgske cyklisten Andy Schleck. I juni slutade italienaren på tredje plats på etapp 5 av Schweiz runt bakom Michael Albasini och Fabian Cancellara. Han slutade på andra plats på etapp 8 av tävlingen bakom Tony Martin. Cunego knep även silvermedaljen på de italienska nationsmästerskapens linjelopp bakom Filippo Pozzato. På etapp 2 av Volta a Portugal slutade han på en femteplats.
I september 2009 vann Cunego den åttonde etappen av Vuelta a España framför David Moncoutié och Robert Gesink. Cunego vann också etapp 14 av det spanska etapploppet framför Jakob Fuglsang och Samuel Sánchez.

### 2010
Damiano Cunego slutade på tredje plats på etapp 1 av Vuelta a Andalucia (Ruta del Sol) 2010 bakom Sergio Pardilla och Jurgen Van Den Broeck.

## Meriter
2002
Giro d'Oro
Giro del Medio Brenta
2003
Tour of Qinghai Lake
Etapp 7, Tour of Qinghai Lake
2004
 Giro d'Italia 2004
Etapp 2, 7, 16 och 18, Giro d'Italia
Lombardiet runt
Giro del Trentino
Etapp 1 och 2, Giro del Trentino
Giro dell'Appennino
GP Industria e Artigianato di Larciano
GP Fred Mengoni
Gran Premio Nobili Rubinetterie
Memorial Marco Pantani
2005
Etapp 3, Romandiet runt
Gran Premio Nobili Rubinetterie
Trofeo Melinda
Japan Cup
2:a, Romandiet runt
2006
 Ungdomstävlingen, Tour de France 2006
Giro del Trentino
Etapp 2, Giro del Trentino
Settimana Internazionale Coppi e Bartali
Etapp 3, Settimana Internazionale Coppi e Bartali
Giro d'Oro
GP Industria e Artigianato di Larciano
3:a Liege-Bastogne-Liege
2007
Lombardiet runt
Giro del Trentino
Etapp 1, Giro del Trentino
Etapp 2, Giro del Trentino
Etapp 4, Tyskland runt
GP Beghelli
2008
Lombardiet runt
Amstel Gold Race
Klasika Primavera
Japan Cup
Etapp 5, Baskien runt
Poängtävlingen, Baskien runt
2:a, Världsmästerskapen - linjelopp
2:a, UCI ProTour
3:a, La Flèche Wallonne
4:a Schweiz runt
4:a, Baskien runt
2009
Settimana Internazionale Coppi e Bartali
Etapp 2, Settimana Internazionale Coppi e Bartali
Etapp 3, Settimana Internazionale Coppi e Bartali
Etapp 8, Vuelta a España 2009
Etapp 14, Vuelta a España 2009
2:a, etapp 8, Schweiz runt
3:a, etapp 5, Schweiz runt
2:a, Nationsmästerskapen - linjelopp

## Stall
- Mercatone Uno 2001
- Saeco 2002–2004
- Lampre 2005